# Perpignan-3 (kanton)
Perpignan-3 er en fransk kanton beliggende i departementet Pyrénées-Orientales i regionen Occitanie. Kantonen blev kun ændret i mindre grad ved reformen annonceret pr. dekret 26. februar 2014. Hele kantonen ligger i Arrondissement Perpignan. Hovedby er Perpignan.
Perpignan-3 består af 2 kommuner :
- Perpignan - den sydøstlige del af kommunen
- Cabestany

## Historie
Kantonen blev etableret 16. august 1973.